# Hiệp hội Hải đăng Hoa Kỳ
Hiệp hội Hải đăng Hoa Kỳ là một tổ chức phi lợi nhuận giúp hỗ trợ sữa chữa các ngọn hải đăng tại Hoa Kỳ và giáo dục để mọi người biết về lịch sử của những ngọn hải đăng. Nó là một trong những hiệp hội hải đăng lớn và lâu đời nhất trên thế giới.